# IC 358
IC 358  ist eine linsenförmige Galaxie vom Hubble-Typ S0 im Sternbild Stier auf der Ekliptik. Sie ist schätzungsweise 303 Millionen Lichtjahre von der Milchstraße entfernt und hat einen Durchmesser von etwa 90.000 Lj. Die Entfernungsmessungen basierend auf den Radialgeschwindigkeiten stimmen nicht mit den rotverschiebungsunabhängigen Entfernungsschätzungen von 417 Millionen Lichtjahren überein.
Im selben Himmelsareal befindet sich u. a. die Galaxie IC 2016.
Das Objekt wurde am 17. Februar 1892 vom französischen Astronomen Stéphane Javelle entdeckt.